# Check Eins

Programmlogo

Check Eins war das Kinder-Programmfenster der ARD im Ersten, das im Jahr 2001 an den Start ging. Es wurde samstag- und sonntagvormittags sowie an bundesweiten Feiertagen ausgestrahlt. Seit April 2025 firmiert es unter dem Titel ARD Kinder und Familie und verschmolz mit dem entsprechenden Themenbereich der ARD Mediathek.

## Hintergrund
Seit 2007 wurde das Kinderprogramm redaktionell vom Hessischen Rundfunk betreut. Hier wurden Trailer, Making-ofs, Aufsager und Programmergänzungen geplant, produziert und in den Sendeplan eingefügt (Sendefeinplanung). Zuvor lag die redaktionelle Verantwortung beim Rundfunk Berlin-Brandenburg (bis 2003 Ostdeutschen Rundfunk Brandenburg).
Bis Ende 2024 lag die Federführung der ARD-Koordination „Kinder und Familie“ beim Mitteldeutschen Rundfunk. Seit Ende April 2021 verantwortete er den neu geschaffenen Kinder- und Familien-Bereich in der ARD Mediathek. Im April 2025 erfolgte schließlich der komplette Relaunch, sodass der Name Check Eins auch im Fernsehen verschwand.
Die Programmplanung wurde vom Westdeutschen Rundfunk Köln geleistet. Die Sendungen werden von den einzelnen ARD-Landesrundfunkanstalten zugeliefert.

### Ausstrahlung
Das Kinderprogramm wird im Regelfall samstags von 5:30 bis 8:00 Uhr und sonntags von 5:30 bis 8:00 bzw. 10:30 Uhr ausgestrahlt. An deutschlandweiten Feiertagen wird das Kinderprogramm auch ausgesendet, aber mit anderen Sendezeiten.

## Sendungen
- Anna und die wilden Tiere
- Armans Geheimnis
- Checker Can
- Checker Julian
- Checker Tobi
- dasbloghaus.tv
- Der Sattelclub
- Die beste Klasse Deutschlands
- Die Garfield-Show
- Durch die Wildnis
- Heißer Draht ins Jenseits
- Kleine Einsteins
- Kann es Johannes?
- Mit Armin unterwegs
- motzgurke.tv
- neuneinhalb
- Nils Holgersson
- Paddington Bär
- Pan Tau
- Paula und die wilden Tiere
- Die Pfefferkörner
- Die Pferdeflüsterin
- RoboRoach
- Sechs auf einen Streich
- Die Sendung mit der Maus
- Tiere bis unters Dach
- tierisch gut!
- Titeuf
- Tigerenten Club
- Willi wills wissen
- Wissen macht Ah!
- Zoobabies

## Charaktere
- Malte Arkona
- Johannes Büchs
- Malin Büttner
- Ralph Caspers
- Siham El-Maimouni
- Ernie und Bert
- Hein Blöd
- Käpt’n Blaubär
- Der kleine Maulwurf
- Die Maus
- Shary Reeves
- Shaun das Schaf
- Muschda Sherzada
- Willi Weitzel
- Wolle und Pferd

## Website
Die Website CheckEins.de wurde von der Online-Redaktion Das Erste in München vom BR gepflegt. Seit 30. April 2021 existiert stattdessen der Themenbereich „Kinder und Familie“ in der ARD Mediathek.

## Senderlogos
2010 und 2020 wurde das Design von Check Eins jeweils grundlegend erneuert.

Logo von März 2010 bis 31. Dezember 2019
Logo vom 1. Januar 2020 bis April 2025